# Central Flying School RAAF
Pour les articles homonymes, voir CFS.
Ne doit pas être confondu avec Central Flying School.

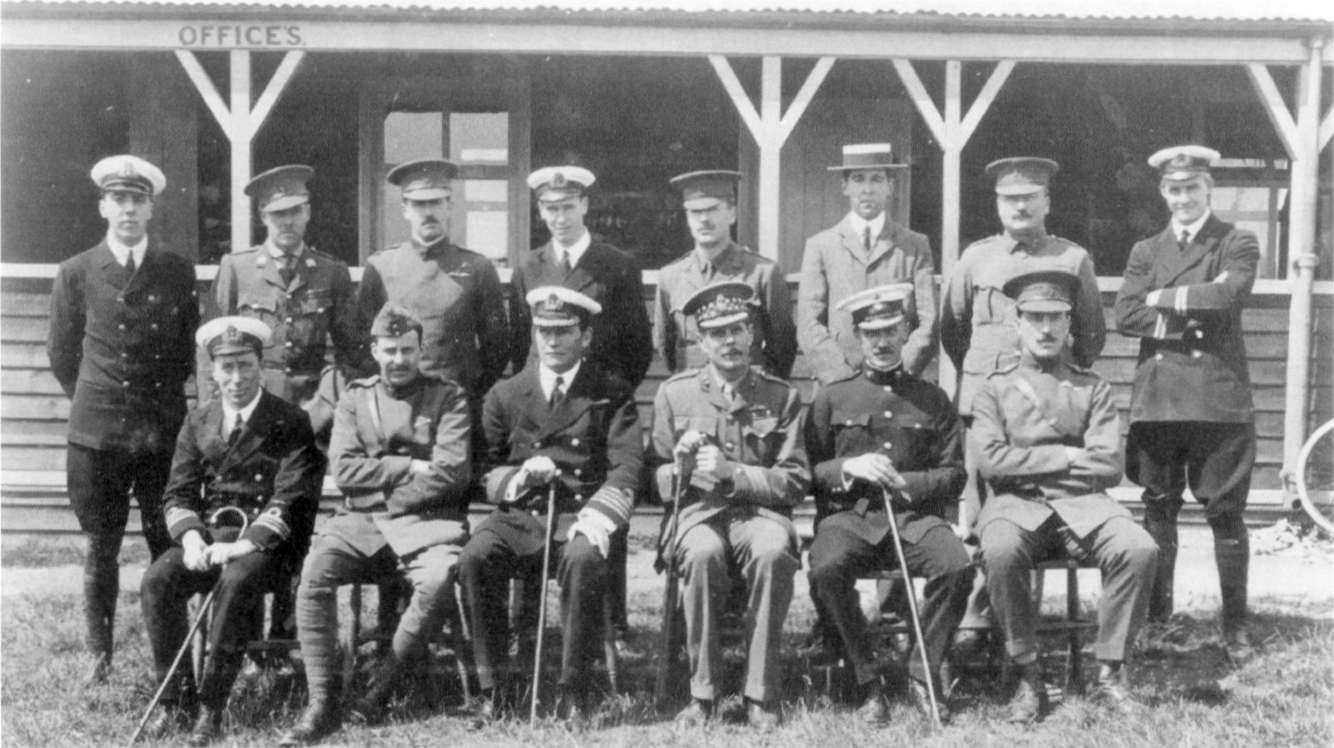
Les membres de l'unité à sa formation en 1913.

La Central Flying School RAAF (CFS) est une unité d'entraînement de la Royal Australian Air Force (RAAF), fondée en 1913 par les pilotes Henry Petre et Eric Harrison et basée au RAAF Base East Sale (en) à Sale, dans l'état de Victoria, en Australie. Opérant avec des Pilatus PC-9, l'unité est responsable de la formation des instructeurs de vol, de l'établissement des normes de vol et de la vérification des pratiques de vol. C'est aussi le berceau d'une équipe de voltige aérienne connue sous le nom des Roulettes. En outre, la CFS est la première unité d'aviation militaire mise en place en Australie, en 1913. Son rôle était à l'époque de fournir une formation de base aux pilotes de guerre australiens. Son statut actuelle date de la Seconde Guerre mondiale, après la mise en place du Plan d'entraînement aérien du Commonwealth britannique,.